# Plummet Airlines
Plummet Airlines was een Britse pubrockband uit Nottingham.

## Bezetting
Oprichters
- Harry Stephenson (zang, gitaar)
- Richard Booth (zang, gitaar)
- Ken ... (zang, gitaar)
- Darryl Hunt (zang, basgitaar)
- Simon Bladon (drums)

Voormalige leden
- Keith Gotheridge (drums, vanaf 1974)
- Duncan Kerr (zang, gitaar, vanaf 1974)
- Malcolm Morley (zang, gitaar, tijdelijk 1976)
- Gaspar Lawal (drums, tijdelijk 1977)

## Geschiedenis
De vijf groepsleden ontmoetten zich in 1973 op de hogeschool voor kunst. Stephenson, Hunt, drummer Simon Bladon en twee andere gitaristen, waaronder Richard Booth, waren op zoek naar een band voor een filmproject. Aangezien ze in hun plaats niets vonden, formeerden ze zelf The Brothel Creepers, zoals ze in de film werden genoemd. Spoedig nadat de film klaar was, speelden ze ook de eerste concerten en tijdens dansfeestjes van de hogeschool. Hun muziek werd beïnvloed door Eric Clapton, Neil Young, Poco, Love en Captain Beefheart. Een van de eerste eigen songs was Silver Shirt (zoals het meeste materiaal geschreven door Stephenson), die ze vanaf het begin live speelden, echter pas in 1976 als single opnamen voor Stiff Records.
In 1974 werd Bladon vervangen door Keith Gotheridge en Ken door Duncan Kerr. Een tijdje noemde de band zich Glider. Nadat ze de eerste optredens in Londen kregen, gingen ze verder als Plummet Airlines. Ze speelden in de Hope & Anchor-club, wiens studio toentertijd werd geleid door Stiff Records-oprichter Dave Robinson. Daar ontmoetten ze Malcolm Morley (voorheen Help Yourself, Man), met wie ze in 1976 op een tournee naar Nederland gingen. Tijdens deze tournee speelden ze ook samen met Clancy, de band van Morley's voormalige bandcollega Ernie Graham.
Morley nam met de Plummet Airlines als achtergrondband (en met Ian Gomm van Brinsley Schwarz, die ook produceerde) een lp op, die echter pas drie maanden later werd uitgebracht. John Peel nodigde de band twee keer uit bij zijn sessies. Bovendien speelden ze als voorband voor bands als Van der Graaf Generator, Huey Lewis en Mallard. Op de single bij Stiff Records (geproduceerd door Sean Tyla) volgde de single It's Hard bij State Records. De Plummet Airlines waren als band erg goed en hadden althans in het Verenigd Koninkrijk een enthousiast publiek. Het lukte het management echter niet om een langer platencontract te krijgen. Intussen ebde de punk weg en de bandleden waren het niet eens, in welke richting hun muziek moest gaan. Daarop volgde de ontbinding van de band.
Stephenson werkte vervolgens bij het project Harry & the Atoms. In 1981 stelde hij voor Hedon Records een dubbelalbum samen met de beste opnamen van de Plummet Airlines, waaronder liveopnamen uit de Hope & Anchor-club. Booth ging naar Brainiac 5 en later naar Audio Murphy, waar hij weer Duncan Kerr ontmoette, die intussen met Keith Gotheridge speelde bij The Darts. Darryl Hunt werd bassist bij The Pogues. In augustus 2004 kwam er een reünieconcert in Nottingham. In april 2006 traden enkele voormalige Plummet Airlines-leden in het Verenigd Koninkrijk op als Richard Booth Band.

## Discografie

### Singles
- 1976: Silver Shirt / This Is the World
- 1977: It’s Hard / My Time in a While

### Albums
- 1981: On Stoney Ground (dubbel-lp)
- 2002: Lost and Found (album met Malcolm Morley)